# Surp Gevorg (Maghavuz)
Surp Gevorg, San Giorgio, è una chiesa armena sita nel villaggio di Maghavuz, nel distretto di Tərtər in Azerbaigian, nella ex regione di Martakert della ex repubblica di Artsakh (fino al 2017 denominata repubblica del Nagorno Karabakh).

## Storia
L'edificio è stato eretto agli inizi del XIX secolo. È lungo diciassette metri per una larghezza di otto metri e un'altezza di sei metri e mezzo. Ha due ingressi che si aprono a sud e a ovest. Ci sono otto finestre che si aprono sulle pareti nord, sud e ovest.

## Stato attuale
Si presenta in discrete condizioni ma non agibile.

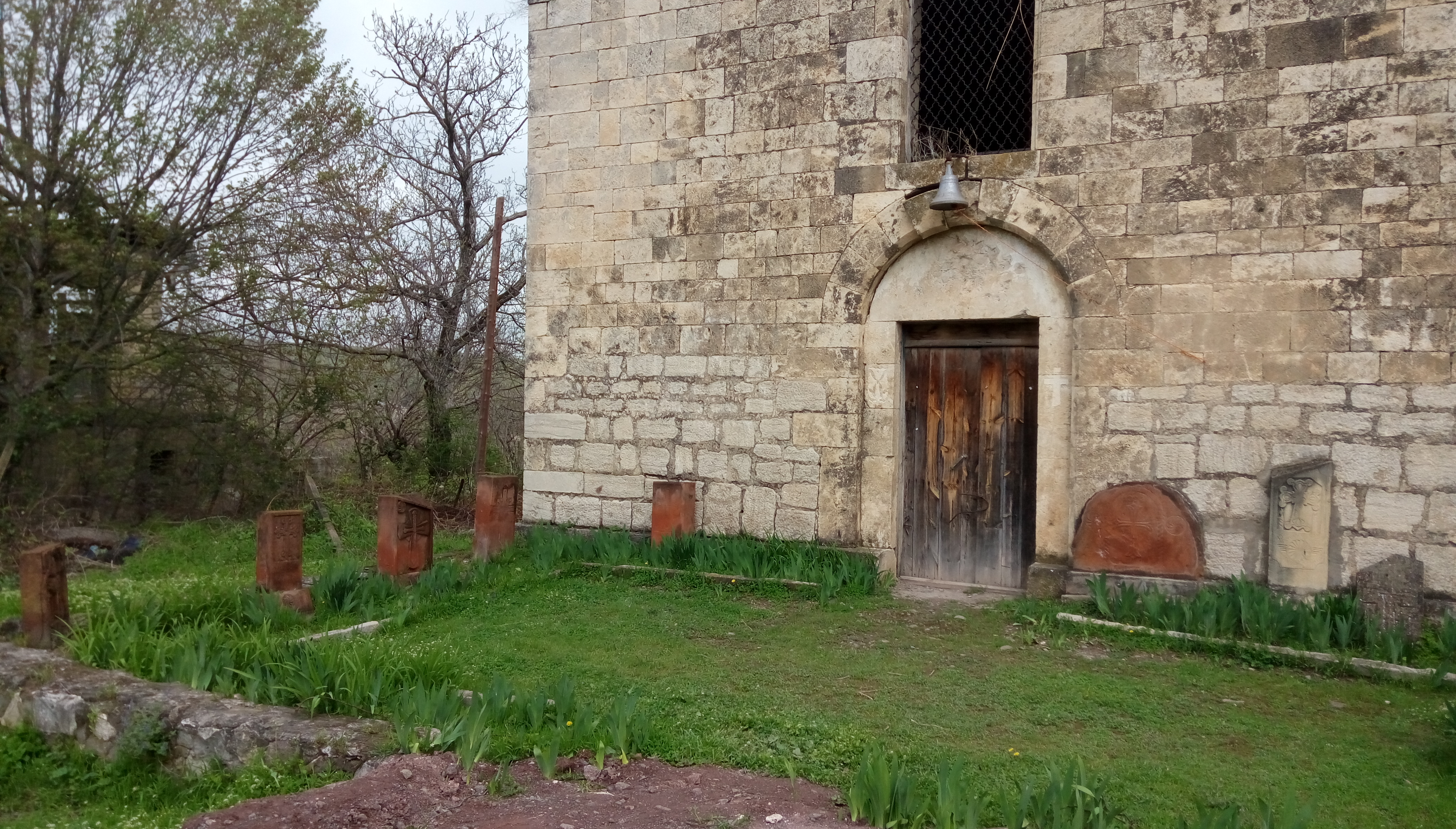